# Боб Ньюгарт
Джордж Роберт (Боб) Ньюгарт (англ. George Robert 'Bob' Newhart; 5 вересня 1929 — 18 липня 2024) — американський актор та співак.

## Фільмографія
| Рік       |    | Українська назва                                 | Оригінальна назва                             | Роль           |
| --------- | -- | ------------------------------------------------ | --------------------------------------------- | -------------- |
| 1962      | ф  | Hell Is for Heroes                               | Hell Is for Heroes                            |                |
| 1968      | ф  | Hot Millions                                     | Hot Millions                                  |                |
| 1970      | ф  | У ясний день побачиш вічність                    | On a Clear Day You Can See Forever            |                |
| 1970      | ф  | Catch-22                                         | Catch-22                                      |                |
| 1971      | ф  | Cold Turkey                                      | Cold Turkey                                   |                |
| 1980      | ф  | First Family                                     | First Family                                  |                |
| 1980      | ф  | Little Miss Marker                               | Little Miss Marker                            |                |
| 1997      | ф  | Вхід та вихід                                    | In & Out                                      |                |
| 2003      | ф  | Білявка в законі 2: Червоне                      | Legally Blonde 2: Red, White & Blonde         |                |
| 2003      | ф  | Ельф                                             | Elf                                           |                |
| 2004      | тф | Бібліотекар: У пошуках списа долі                | The Librarian: Quest for the Spear            | Джадсон        |
| 2006      | тф | Бібліотекар: Повернення в копальні царя Соломона | The Librarian: Return to King Solomon's Mines | Джадсон        |
| 2008      | тф | Бібліотекар: Прокляття Юдиного потиру            | The Librarian: Curse of the Judas Chalice     | Джадсон        |
| 2011      | ф  | Нестерпні боси                                   | Horrible Bosses                               | Лу Шерман      |
| 2013—2018 | с  | Теорія великого вибуху                           | The Big Bang Theory                           | Артур Джеффріс |
| 2017—2020 | с  | Юний Шелдон                                      | Young Sheldon                                 | Артур Джеффріс |